# スーパーチャンク
スーパーチャンク (Superchunk) は、アメリカ合衆国ノースカロライナ州チャペルヒルで結成されたインディー・ロック・バンドである。

## メンバー
- マック・マコーン (Mac McCaughan) - ギター、ボーカル
- ジム・ウィルバー (Jim Wilbur) - ギター
- ジェイソン・ナードゥシー (Jason Narducy) - ベース
- ローラ・バランス (Laura Ballance) - ベース
- ローラ・キング (Laura King) - ドラム

元メンバー
- チャック・ギャリソン (Chuck Garrison) - ドラム
- ジャック・マクック (Jack McCook) - ギター
- ジョン・ウースター (Jon Wurster) - ドラム ※2023年脱退

マコーンはソロ・プロジェクトのポータスタティック (Portastatic) 、ウースターはフォークロック・バンドのザ・マウンテン・ゴーツ (The Mountain Goats) でも活動している。また、マコーンとバランスはインディーズ・レーベルのマージ・レコードも運営している。
2013年5月、ローラ・バランスが今後バンドのライブには参加しないとの声明を発表。彼女は聴力喪失に似た症状に苦しんでおり、これ以上のライブ活動は難しいとの判断から決断した。

## ディスコグラフィ

### アルバム
- 『スーパーチャンク』 - Superchunk (1993年)
- 『ノー・ポッキー・フォー・キティ』 - No Pocky for Kitty (1993年)
- 『オン・ザ・マウス』 - On the Mouth (1993年)
- 『トッシン・シーズ』 - Tossing Seeds (1993年)
- 『フーリッシュ』 - Foolish (1994年)
- 『インシデンタル・ミュージック』 - 1991-1995 Incidental Music (1995年)
- 『ストリングス・カム・イン』 - Here's Where The Strings Come In (1995年)
- 『インドア・リヴィング』 - Indoor Living (1997年)
- Come Pick Me Up (1999年)
- Here's to Shutting Up (2001年)
- Clambake Vol. 1 (2002年)
- Clambake Vol. 2 (2002年)
- Clambake Vol. 3 (2004年)
- 『マジェスティ・シュレッディング』 - Majesty Shredding (2010年)
- 『アイ・ヘイト・ミュージック』 - I Hate Music (2013年)
- 『ホワット・ア・タイム・トゥ・ビー・アライヴ』 - What a Time to Be Alive (2018年)
- 『アコースティック・フーリッシュ』 - AF (Acoustic Foolish) (2019年)
- 『ワイルド・ロンリネス』 - Wild Loneliness (2022年)